# デアドラ

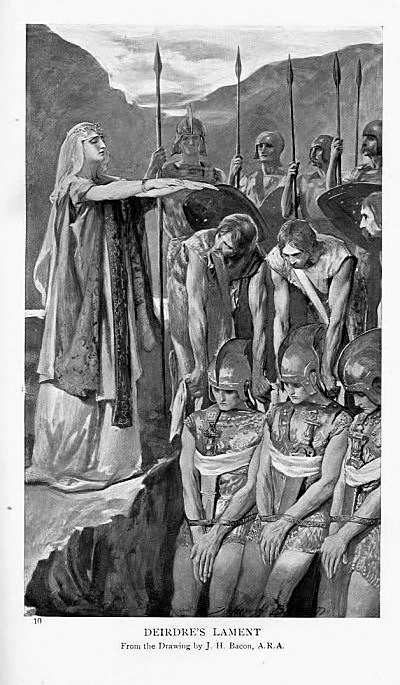
"Deirdre's Lament", drawing by J.H. Bacon, c.1905.

デアドラ（ディアドラ(Deirdre)もしくはデアドリー(Derdriu)）はアイルランド神話のアルスター伝説群（アルスターサイクル）に登場する悲劇のヒロイン。
デアドラはフェリミ・マック・ディル (Fedlimid mac Daill) の娘として生まれ、ドルイドのカスバド (Cathbad) により「素晴らしい美女になるが、王と卿（戦士）が彼女の為に争い命を落すことになるだろう」と予言され、「災いと悲しみを招く者」「危険」という意味を持つデアドラと名づけられる。その予言を聞き、居合わせた戦士達はデアドラを殺すことを提案するが、アルスター王のコノール・マック・ネッサ（コンホヴァル・マク・ネサ）が彼女を助け、自らが育てて、後に妻にすることを申し出て引き取ることになった。デオドラはコノール・マック・ネッサの元で、砦に隔離されて成長する。
年頃になったデアドラは、ウシュナハ族のノイシュ (Naoise) と恋におち、彼の兄弟とともにスコットランドへと逃げ出す。しかし、ノイシュと彼の兄弟は、コノール王の策略により、ファーンマグの王イーガン・マクダルハクトに殺され、この間の戦いにより多くのアルスターの戦士が命を落とした。デアドラはコノール王の元に戻されるが、鬱々として楽しまず日々を過ごした。1年ほど経ったときに、コノール王に嫌いなものを尋ねられたデアドラは、愛するノイシュに死をもたらしたコノール王とイーガンと答える。答えを聞いたコノール王は、自分だけでなくイーガンにもデアドラを与えると言い出し、2人の間にデアドラを座らせて馬車（または戦車）を走らせ、嫌いなものに挟まれているデオドラを嘲笑するという行動に出る。この仕打ちにデアドラは車から身を投げ出し、岩に頭を打ち付けて自殺する。
デアドラの墓からはイチイの木が生え、同じくノイシュの墓から生えたイチイと枝を絡ませ、引き離すことができなくなったという。

## 関連作品
- 『デアドラ』 1907年発表のウィリアム・バトラー・イェーツによる悲劇。
- 『悲しみのデアドラ』1910年発表のジョン・M・シングによる悲劇。